# Едуард Пютцеп
Едуард Пютцеп (ест. Eduard Pütsep, нар. 21 жовтня 1898 — пом. 22 серпня 1960) — естонський борець греко-римського стилю у ваговій категорії до 58 кг, золотий призер Літніх Олімпійських ігор 1924. Також срібний призер Чемпіонату світу з боротьби 1922 року та Чемпіонату Європи з боротьби 1927 року. Пютцеп — перший олімпійський чемпіон Естонії у боротьбі. На Олімпіаді 1928 зайняв шосте місце у греко-римській боротьбі та дев'яте у вільній боротьбі.

## Життєпис
Пютцеп почав займатися боротьбою під час Першої світової війни та зайняв третє місце на чемпіонаті Росії 1917 року. На своїх перших міжнародних змаганнях — Літніх олімпійських іграх 1920 програв у півфіналі Хейкі Кяхкенену, який в підсумку посів друге місце. Наступного року він став четвертим на чемпіонаті світу, а у 1922 виборов срібну медаль. 
Закінчив виступи у 1933 році, проте був присутнім на Літніх Олімпійських іграх 1936 як тренер Латвійської команди з боротьби. Під час Першої світової війни переїхав до Фінляндії та продовжив тренувати борців там.
Помер Пютцем 1960 року в Куусамо, Фінляндія.

## Діяльність поза спортом
Пютцеп володів вісьмома мовами. Під час своєї спортивної кар'єри знімався у німих фільмах, отримавши псевдо «Естонський Чаплін». У 1924 році зіграв у фільмі «Õnnelik korterikriisi lahendus», а у 1925 — у «Tšeka komissar Miroštšenko».

## Пам'ять
З 1977 року у м. Виру, Естонія, проводять щорічний турнір з боротьби пам'яті Едуарда Пютцепа.